# Анрі-Жозеф Пексан
Анрі-Жозеф Пексан (фр. Henri-Joseph Paixhans фр. вимова: [pɛksɑ̃]; 22 січня 1783, Мец — 22 січня 1854, Jouy-aux-Arches) — французький генерал, військовий інженер і винахідник, автор низки робіт з артилерії.
Після закінчення курсу Політехнічної школи вступив на службу у флот (1803). Брав участь у походах імператорської армії на Австрію, Пруссію та Росію.
Пексан винайшов нове знаряддя, яке було назване його ім'ям і здійснило переворот у озброєнні облогової і флотської артилерії.

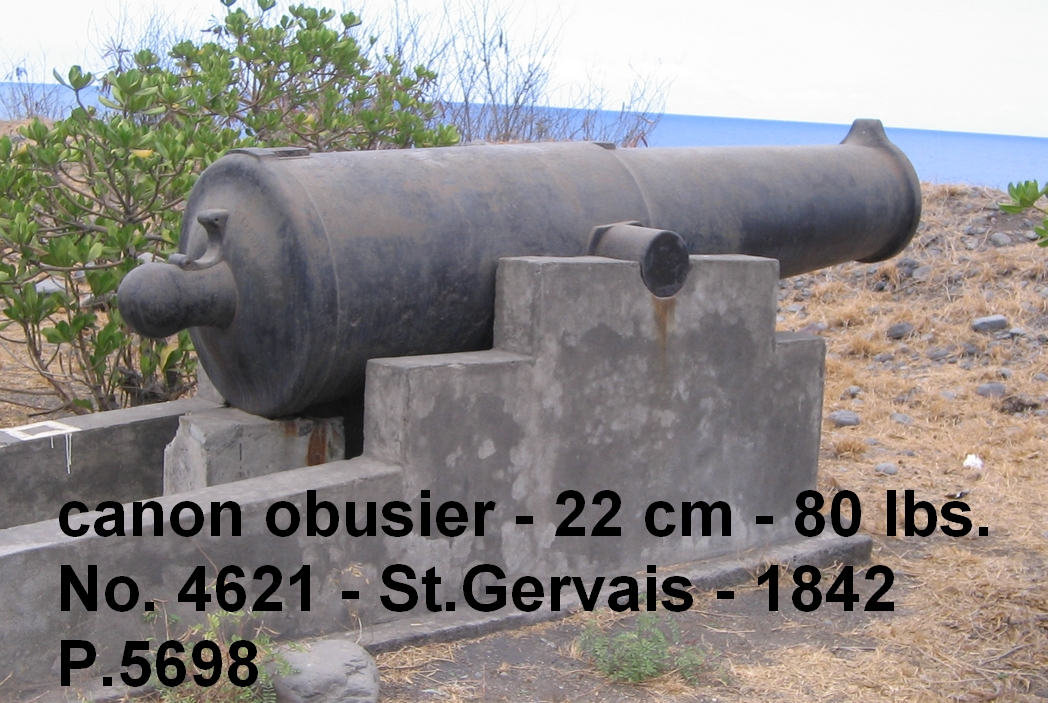
Бомбічна гармата Пексана

## Праці
Найбільш відомі:
- «Considérations sur l'artillerie des places et sur les ameliorations dont elle paraît susceptible» (Париж, 1815);
- «Nouvelle force maritime et application de cette force à quelques parties du service de l'armée de terre» (П., 1822),
- «Constitution militaire de la France» (1849).